# Juan Pablo Passaglia
Juan Pablo Passaglia (Rosario, 24 de maio de 1989) é um futebolista argentino que joga como volante no Deportes La Serena.

## Carreira
Nascido em Rosario. Joga como volante e meia.
Formado nas categorias de base do River Plate, nunca chegou a jogar pelo time profissional. Em 2007, se transferiu para o Villarreal C, onde ficou até 2009. No ano de 2010, acertou com o Racing. Posteriormente passou por San Martín de San Juan e Defensores de Belgrano do Torneo Argentino A.
Em julho de 2012, teve seu passe adquirido pela Universidad de Chile, que o emprestou para o Deportes La Serena.

## Estatísticas
Até 26 de fevereiro de 2012.

### Clubes
| Clube                  | Temporada         | Campeonato nacional | Campeonato nacional | Copa nacional[a] | Copa nacional[a] | Competições continentais[b] | Competições continentais[b] | Outros torneios[c] | Outros torneios[c] | Total | Total |
| Clube                  | Temporada         | Jogos               | Gols                | Jogos            | Gols             | Jogos                       | Gols                        | Jogos              | Gols               | Jogos | Gols  |
| ---------------------- | ----------------- | ------------------- | ------------------- | ---------------- | ---------------- | --------------------------- | --------------------------- | ------------------ | ------------------ | ----- | ----- |
| San Martín de San Juan | 2010-11           | 12                  | 0                   | 0                | 0                | 0                           | 0                           | 0                  | 0                  | 12    | 0     |
| San Martín de San Juan | Total             | 12                  | 0                   | 0                | 0                | 0                           | 0                           | 0                  | 0                  | 12    | 0     |
| Defensores de Belgrano | 2011-12           | 0                   | 0                   | 0                | 0                | 0                           | 0                           | 0                  | 0                  | 0     | 0     |
| Defensores de Belgrano | Total             | 0                   | 0                   | 0                | 0                | 0                           | 0                           | 0                  | 0                  | 0     | 0     |
| Deportes La Serena     | 2012              | 0                   | 0                   | 0                | 0                | 0                           | 0                           | 0                  | 0                  | 0     | 0     |
| Deportes La Serena     | Total             | 0                   | 0                   | 0                | 0                | 0                           | 0                           | 0                  | 0                  | 0     | 0     |
| Total na carreira      | Total na carreira | 12                  | 0                   | 0                | 0                | 0                           | 0                           | 0                  | 0                  | 12    | 0     |

- a. ^ Jogos da Copa Argentina e Copa Chile
- b. ^ Jogos da Copa Libertadores e Copa Sul-Americana
- c. ^ Jogos do Jogo amistoso